# Anders Kjellgren
Lars Anders Torsten Kjellgren, född 10 oktober 1913 i Karlstads församling i Värmlands län, död 4 februari 2006 i Sandhults församling i Västra Götalands län, var en svensk militär.

## Biografi
Kjellgren var son till riksbanksdirektören Torsten Kjellgren och Elsa Sandwall. Han var officersaspirant vid Upplands regemente (I 8) och blev fänrik vid Älvsborgs regemente (I 15) 1934, löjtnant 1936 och kapten 1942. Åren 1941–1943 studerade han vid Krigshögskolan. Han tjänstgjorde vid Försvarsstaben 1945–1947, som lärare vid Krigshögskolan 1947–1948 och som detaljchef vid Arméstaben 1948–1950 samt studerade vid brittiska krigshögskolan 1949. Han gjorde trupptjänst vid Livregementets grenadjärer (I 3) 1950–1952 och studerade 1952 vid Försvarshögskolan. År 1952 befordrades han till major och var avdelningschef vid Arméstaben 1952–1958.
Han befordrades till överstelöjtnant 1957 och gjorde trupptjänst vid Norrbottens regemente (I 19) 1958–1963, från 1960 som utbildningsofficer. Han tjänstgjorde 1960–1961 i FN:s fredsbevarande styrkor i Kongo, 1960 som chef för bataljon X och året därpå övertog han ansvaret för andra trupper i den sydligaste delen av Kongo. Under hans befäl stod den svenska bataljonen, en irländsk och två marockanska bataljoner, ett indiskt signalkompani samt ett italienskt fältsjukhus. Han stod också under en tid till FN:s förfogande för reorganisation av den kongolesiska armén.
År 1963 befordrades han till överste och var chef för Västernorrlands regemente (I 21) 1963–1974.
Kjellgren deltog i utarbetandet av bland annat Arméreglementet 1951 och Infanterireglementet 1954. Kjellgren var ledamot av kommunfullmäktige i Borås kommun 1979–1985.
Kjellgren gifte sig 1939 med Ann-Marie Fröberg (1915–2006), dotter till distriktslantmätaren Herman Fröberg och Hilda Resare. Han var far till Anders (född 1940), Göran (född 1943) och Claes (född 1947). Makarna Kjellgren är begravda på Ödestugu kyrkogård.

## Utmärkelser
Kjellgrens utmärkelser:
- Kommendör av Svärdsorden (KSO).
- Sveriges skytteförbunds överstyrelses silvermedalj (SvsfbSM).
- Haakon VII:s frihetskors (HVII:sFrK).
- Organisation des Nations Unies au Congo Medal (ONUCM).